# Interior de harén en Montmartre (Parisinas vestidas como argelinas)
Mujeres parisinas en traje argelino (El Harén), también denominada Interior de un harén en Montmartre (Parisinas vestidas como argelinas), es una pintura de Pierre-Auguste Renoir, terminada en 1872, en la cual homenajea el óleo de Eugène Delacroix Mujeres de Argel en su apartamento (1834, Louvre). Fue rechazado para entrar al Salón de ese año, no le gustaba al propio artista y finalmente fue vendida por una pequeña suma como parte de un lote más grande. Actualmente se exhibe en el Museo Nacional de Arte Occidental, en Tokio.

## Homenaje a Delacroix
En la década de 1870, Renoir rechazó temporalmente el realismo de Gustave Courbet y Édouard Manet a favor del color y obra de su héroe Delacroix. Pintó El Harén en homenaje a la pintura de Delacroix Mujeres de Argel en su apartamento (1834, Louvre) que más tarde describió como "el cuadro más hermoso que existe".

Eugène Delacroix. Mujeres de Argel en su apartamento. 1834. óleo sobre tela. Louvre.

El título del cuadro reconoce la naturaleza artificial de gran parte de la pintura orientalista al dejar claro que son mujeres parisinas disfrazadas. También puede ser una referencia humorística al hecho de que Delacroix había sido forzado a pintar Mujeres de Argel en el estudio utilizando modelos francesas después de no conseguir obtener acceso adecuado a ningún alojamiento femenino durante su viaje a Argel en 1832.
Roger Benjamin describió El Harén como "desmitificación naturalista del Oriente" en su naturaleza de pastiche. Fue rechazado por el Salón de 1872, lo que según Benjamin resultó en el abandono de los experimentos de Renoir con el Orientalismo en la década de 1870.  Aunque la cultura y vestimentas argelinos eran bien conocidos en Francia desde mediados del siglo XIX a raíz de la implicación colonial francesa en el país, Renoir no visitó Argelia hasta 1881.

## Composición y tema
La composición de Renoir es bastante diferente de la de Delacroix en Mujeres de Argel. Mientras Delacroix coloca sus figuras en primer plano, Renoir  muestra las suyas en diagonal con una figura indistinta al fondo en la parte superior derecha. El plano de la escena se inclina hacia el espectador de modo que las mujeres parece que pudieran deslizarse hacia el fondo del cuadro. Dos mujeres de cabello negro parecen subordinadas asistiendo a la mujer rubia en el centro que evidentemente está siendo acicalada para un encuentro sexual. La mujer a la derecha sujeta un espejo mientras la de la izquierda le aplica maquillaje utilizando un pincel. Hay desnudo y semidesnudo, que Delacroix no incluyó en su escena.
La figura en la esquina superior derecha está saludando a un visitante, cuya llegada también atrae la atención de la mujer a la izquierda. Hay una sensación de que la llegada del visitante es inesperada o repentina. La mujer en la parte superior levanta la mano, quizás por sorpresa o para retrasar el acceso mientras las preparaciones para el encuentro terminan. Una lectura de la pintura es que describe la llegada de un cliente masculino a un burdel de París de temática oriental.
Una de las modelos ha sido identificada como la amante de Renoir Lise Tréhot. Tréhot posó para Renoir hasta aproximadamente 1872. El Harén es una de las últimas pinturas para las que ella se sentó para Renoir.

## Procedencia
Renoir no apreciaba el Harén, describiéndolo a Ambroise Vollard como una «gran máquina», una composición académica grande. Se mudó a los estudios y lo dejó atrás esperando que su anterior casera conseguiría librarse de él, pero finalmente tuvo que recogerlo y fue vendido junto con otros once trabajos en un único lote por 500 francos.
La pintura fue adquirida por Hyacinthe-Eugéne Meunier (Murer) de París. E. Fasquelle, París (antes de 1912); Bernheim-Jeune, París (adquirido por Eugène Fasquelle, 4 de octubre de 1913); Bernheim-Jeune fils (comprado por Bernheim-Jeune, 26 de enero de 1914); Durand-Ruel, París (comprado por Berheim-Jeune fils, 31 de diciembre de 1921); Kojiro Matsukata (comprado a Durand-Ruel, 31 de diciembre de 1921(?)); secuestrado por el gobierno francés, 1944; regresado a Japón, 1959.

## Influencia
La pintura es descrita con detalle por Anthony Hecht en su poema The Deodand.